# Tomislav Kiš
Tomislav Kiš (Zágráb, 1994. április 4. –) horvát utánpótlás-válogatott labdarúgó, jelenleg a Mezőkövesd Zsóry FC játékosa.

## Pályafutása

### Klubcsapatokban
Kiš a horvát Hajduk Split akadémiáján nevelkedett. 2012 márciusában a Hajduk Split labdarúgójaként egy NK Zagreb elleni mérkőzésen mutatkozott be a horvát élvonalban. 2013-ban horvát kupagyőztes lett. 2015 és 2017 között Belgiumban a Kortrijk és a Cercle Brugge csapataiban futballozott. 2019 és 2022 között a litván FK Žalgirisben hatvannégy bajnoki mérkőzésen harmincöt gólt szerzett, kétszer litván bajnoki címet szerzett, valamint 2019-ben a litván élvonal gólkirálya lett. 2020-ban kölcsönben a délkoreai Szongnam FC játékosa volt. 2022 február óta a Mezőkövesdben futballozik.

### A válogatottban
Többszörös horvát utánpótlás-válogatott.

## Sikerei, díjai
- Hajduk Split
  - Horvát kupagyőztes: 2012–13
- FK Žalgiris
  - Litván bajnok: 2020, 2021

### Egyéni
- Litván bajnokság gólkirálya (27 gól): 2019